# Championnat des Émirats arabes unis de football 2017-2018
Navigation
Saison précédente Saison suivante
La saison 2017-2018 du Championnat des Émirats arabes unis de football est la quarante-quatrième édition du championnat national de première division aux Émirats arabes unis. Les douze meilleures équipes du pays sont regroupées au sein d'une poule unique où elles s'affrontent deux fois au cours de la saison, à domicile et à l'extérieur.
Al Ain Club remporte la compétition. C'est le 13e titre de champion des Émirats arabes unis de l'histoire du club qui est le plus titré du pays.

## Qualifications continentales
Les deux premiers du championnat ainsi que le vainqueur de la Coupe des Émirats arabes unis obtiennent leur qualification pour la phase de groupes de la Ligue des champions de l'AFC 2019. Le troisième du championnat (ou le 4e si le vainqueur de la Coupe termine parmi les trois premiers) doit quant à lui passer par le tour préliminaire. 

## Les clubs participants
- Al-Wahda Club
- Al Ain Club
- Ajman Club - promu de D2
- Sharjah SC
- Al-Dhafra
- Emirates Club
- Al-Jazira Club
- Al Nasr Dubaï
- Shabab Al-Ahli Dubaï
- Al Wasl Dubaï
- Hatta Club
- Dibba Club

- Les clubs d'Al-Ahli Dubaï, d'Al Shabab Dubaï et de Dubaï Club fusionnent avant la saison pour former le Shabab Al-Ahli Dubai FC.

## Compétition
Le championnat a été réduit de 14 à 12 équipes cette saison, et reviendra à 14 équipes la prochaine saison, de ce fait les deux derniers disputeront un match de barrages contre le 3e et le 4e de deuxième division pour le maintien ou la relégation.

### Classement
Le classement est établi sur le barème de points classique (victoire à 3 points, match nul à 1, défaite à 0).
| Rang | Équipe               | Pts | J  | G  | N  | P  | Bp | Bc | Diff |
| ---- | -------------------- | --- | -- | -- | -- | -- | -- | -- | ---- |
| 1    | Al Ain ClubC         | 53  | 22 | 16 | 5  | 1  | 65 | 23 | +42  |
| 2    | Al-Wahda Club        | 46  | 22 | 14 | 4  | 4  | 50 | 29 | +21  |
| 3    | Al Wasl Dubaï        | 41  | 22 | 12 | 5  | 5  | 42 | 27 | +15  |
| 4    | Al Nasr Dubaï        | 37  | 22 | 11 | 4  | 7  | 30 | 24 | +6   |
| 5    | Shabab Al-Ahli Dubaï | 31  | 22 | 7  | 10 | 5  | 25 | 18 | +7   |
| 6    | Sharjah SC           | 29  | 22 | 8  | 5  | 9  | 26 | 30 | -4   |
| 7    | Al-Jazira ClubT      | 28  | 22 | 7  | 7  | 8  | 34 | 36 | -2   |
| 8    | Ajman ClubP          | 26  | 22 | 7  | 5  | 10 | 25 | 36 | -11  |
| 9    | Dibba Club           | 21  | 22 | 5  | 6  | 11 | 21 | 36 | -15  |
| 10   | Al-Dhafra            | 18  | 22 | 4  | 6  | 12 | 24 | 42 | -18  |
| 11   | Emirates Club        | 17  | 22 | 4  | 5  | 13 | 20 | 39 | -19  |
| 12   | Hatta Club           | 16  | 22 | 4  | 4  | 14 | 30 | 52 | -22  |

| Légende : Qualifications et relégations | Légende : Qualifications et relégations                                                         |
| --------------------------------------- | ----------------------------------------------------------------------------------------------- |
|                                         | Qualification pour la Ligue des champions de l'AFC 2019 et la Coupe du monde des clubs 2018     |
|                                         | Qualification pour la Ligue des champions de l'AFC 2019                                         |
|                                         | Qualifié pour les barrages                                                                      |
|                                         | T : Tenant du titre 2016-2017 P : Promu de D2 C : Vainqueur de la Coupe des Émirats arabes unis |

## Barrages montée-relégation
| Club                 | Score | Club          | Aller | Retour |
| Fujaïrah Sports Club | 3-1   | Hatta Club    | 2-1   | 1-0    |
| Al Hamriyah Club     | 0-1   | Emirates Club | 0-0   | 0-1    |

- Emirates Club reste en première division, Fujaïrah Sports Club est promu[1].

## Bilan de la saison
| Championnat des Émirats arabes unis de football 2017-2018 |                                   |
| Champion                                                  | Al Ain Club (13e titre)           |
| Coupes et trophées                                        |                                   |
| Vainqueur de la Coupe des Émirats arabes unis 2017-2018   | Al Ain Club                       |
| Qualifications continentales                              |                                   |
| Coupe du monde des clubs 2018                             | Al Ain Club                       |
| Ligue des champions de l'AFC 2019                         | Al Ain Club                       |
| Ligue des champions de l'AFC 2019                         | Al Wasl Dubaï                     |
| Ligue des champions de l'AFC 2019                         | Al-Wahda Club                     |
| Ligue des champions de l'AFC 2019                         | Al Nasr Dubaï (tour préliminaire) |
| Promotions et relégations                                 |                                   |
| Promus en Pro League                                      | Al-Ittihad Kalba SC               |
| Promus en Pro League                                      | Baniyas SC                        |
| Promus en Pro League                                      | Fujaïrah Sports Club              |
| Relégués en Division 1 Groupe A                           | Hatta Club                        |